# Bon pour le modèle réduit
Pour plus de détails, voir Fiche technique et Distribution.
Bon pour le modèle réduit (Out of Scale) est un court-métrage d'animation américain des studios Disney avec Donald Duck, sorti  en 1951.

## Synopsis
Donald a installé un parcours de chemin de fer miniature dans son jardin et s'amuse comme un enfant. Toutefois, trouvant l'arbre de Tic et Tac trop grand, il l'abat pour le remplacer par un arbre miniature, chassant les tamias qui se réfugient dans le monde miniature de Donald, où ils provoquent ennuis sur ennuis à ce dernier.

## Fiche technique
- Titre original : Out of Scale
- Titre français : Bon pour le modèle réduit
- Série : Donald Duck
- Réalisation : Jack Hannah
- Scénario : Bill Berg, Nick George
- Layout : Yale Gracey
- Décors : Art Riley
- Animation : Bill Justice, George Kreisl, Volus Jones, Bob Carlson
- Effets d'animation : Dan McManus
- Musique : Paul J. Smith
- Production : Walt Disney
- Société de production : Walt Disney Productions
- Société de distribution : RKO Radio Pictures
- Format :  Couleur (Technicolor) - 35 mm - 1,37:1 - Son mono (RCA Photophone)
- Durée :  6 min
- Langue : Anglais
- Pays de production :  États-Unis
- Dates de  sortie :
  - États-Unis :  2 novembre 1951[1]

## Voix originales
- Clarence Nash : Donald
- Jim MacDonald  : Tic
- Dessie Flynn : Tac

## Voix françaises
- Sylvain Caruso : Donald Duck
- Béatrice Belthoise : Tic
- Philippe Videcoq : Tac

## Commentaires
Ce film parodie la passion de Walt Disney pour les trains miniatures et surtout le Carolwood Pacific Railroad

## Titre en  différentes langues
D'après IMDb :
- Finlande : Jättiläiset Tiku ja Taku, Pois puusta Finland, Väärä mittakaava, Väärät mittasuhteet
- Suède : Jätten Kalle Anka, Kalle som modell lokförare, Utanför ramen